# Felsberg, Schweiz
Felsberg (rätoromanska Favugn) är en ort och kommun i regionen Imboden i kantonen Graubünden, Schweiz. Kommunen har 2 833 invånare (2023).
Den ligger en halvmil väster om kantonshuvudstaden Chur, dit merparten av den förvärvsarbetande befolkningen pendlar, på vänster sida av floden Rhen. 

## Språk
Språket i Felsberg skiftade från rätoromanska till tyska redan under medeltiden.

## Religion
I samband med reformationen, omkring 1535, lämnade Felsberg katolicismen.

## Kuriosa
Politikern Eveline Widmer-Schlumpf (född 1956) kommer härifrån.